# Мажорування стресу
Мажорування стресу — це стратегія оптимізації, використовувана в багатовимірному шкалюванні, де для набору з n елементів розмірності m шукається конфігурація X n точок у r(<<m)-вимірному просторі, яка мінімізує так звану функцію мажорування {\displaystyle \sigma (X)}. Зазвичай r дорівнює 2 або 3, тобто (n x r) матриця X перераховує точки в 2- або 3-вимірному евклідовому просторі, так що результат можна відобразити візуально. Функція {\displaystyle \sigma } є ціною або функцією втрат, яка вимірює квадрат різниці між ідеальною ({\displaystyle m}-вимірною) відстанню і актуальною відстанню в r-вимірному просторі. Вона визначається як:
{\displaystyle \sigma (X)=\sum _{i<j\leqslant n}w_{ij}(d_{ij}(X)-\delta _{ij})^{2}},
де {\displaystyle w_{ij}\geqslant 0} — вага для мір між парами точок {\displaystyle (i,j)}, {\displaystyle d_{ij}(X)} — евклідова відстань між {\displaystyle i} і {\displaystyle j}, а {\displaystyle \delta _{ij}} — ідеальна відстань між точками в {\displaystyle m}-вимірному просторі. Зауважимо, що {\displaystyle w_{ij}} можна використати для задання ступеня довіри в схожості точок (наприклад, можна вказати 0, якщо для конкретної пари немає ніякої інформації).
Конфігурація {\displaystyle X}, яка мінімізує {\displaystyle \sigma (X)}, дає графік, на якому близькі точки відповідають близьким точкам у початковому {\displaystyle m}-вимірному просторі.
Існує багато шляхів мінімізації {\displaystyle \sigma (X)}. Наприклад, Крускал рекомендує ітеративний підхід найшвидшого спуску. Однак істотно кращий (у термінах гарантованості і швидкості збіжності) метод мінімізації стресу запропонував Ян де Лейв. Метод ітеративного мажорування де Лейва на кожному кроці мінімізує просту опуклу функцію, яка обмежує {\displaystyle \sigma } зверху і дотикається до поверхні {\displaystyle \sigma } в точці {\displaystyle Z}, яку називають опорною точкою. В опуклому аналізі таку функцію називають мажорувальною функцією. Цей ітеративний процес мажорування також відомий як алгоритм SMACOF (англ. Scaling by MAjorizing a COmplicated Function).

## Алгоритм SMACOF
Функцію стресу {\displaystyle \sigma } можна розкласти так:
{\displaystyle \sigma (X)=\sum _{i<j\leqslant n}w_{ij}(d_{ij}(X)-\delta _{ij})^{2}=\sum _{i<j}w_{ij}\delta _{ij}^{2}+\sum _{i<j}w_{ij}d_{ij}^{2}(X)-2\sum _{i<j}w_{ij}\delta _{ij}d_{ij}(X)}
Зауважимо, що перший член є константою {\displaystyle C}, а другий залежить квадратично від X (тобто для матриці Гесе V другий член еквівалентний tr{\displaystyle X'VX}), а тому відносно просто обчислюється. Третій член обмежений величиною
{\displaystyle \sum _{i<j}w_{ij}\delta _{ij}d_{ij}(X)=\,\operatorname {tr} \,X'B(X)X\geqslant \,\operatorname {tr} \,X'B(Z)Z},
де {\displaystyle B(Z)} має елементи
{\displaystyle b_{ij}=-{\frac {w_{ij}\delta _{ij}}{d_{ij}(Z)}}} для {\displaystyle d_{ij}(Z)\neq 0,i\neq j}
{\displaystyle b_{ij}=0} для {\displaystyle d_{ij}(Z)=0,i\neq j}
{\displaystyle b_{ii}=-\sum _{j=1,j\neq i}^{n}b_{ij}}.
Ця нерівність доводиться через нерівність Коші — Буняковського (див. статтю Борга).
Таким чином, ми маємо просту квадратичну функцію {\displaystyle \tau (X,Z)}, яка мажорує стрес:
{\displaystyle \sigma (X)=C+\,\operatorname {tr} \,X'VX-2\,\operatorname {tr} \,X'B(X)X}
{\displaystyle \leqslant C+\,\operatorname {tr} \,X'VX-2\,\operatorname {tr} \,X'B(Z)Z=\tau (X,Z)}

Тоді ітеративна процедура мажорування робить таке:
- на кроці k ми приймаємо {\displaystyle Z\leftarrow X^{k-1}}
- {\displaystyle X^{k}\leftarrow \min _{X}\tau (X,Z)}
- зупиняємося, якщо {\displaystyle \sigma (X^{k-1})-\sigma (X^{k})<\epsilon }, в іншому випадку повертаємося на початок.

Показано, що цей алгоритм зменшує стрес монотонно (див. статтю де Лейва).

## Використання у візуалізації графів
Мажорування стресу і алгоритми, подібні SMACOF, застосовуються також у галузі візуалізації графів. Тобто, завдякимінімізації функції стресу, можна знайти більш-менш естетичне розташування вершин для мережі або графа. В цьому випадку {\displaystyle \delta _{ij}} зазвичай береться як відстань (у сенсі теорії графів) між вузлами (вершинами) i і j, а ваги {\displaystyle w_{ij}} беруться рівними {\displaystyle \delta _{ij}^{-\alpha }}. Тут {\displaystyle \alpha } вибирається як компроміс між збереженням великих і малих ідеальних відстаней. Хороші результати отримано для {\displaystyle \alpha =2}.